# کاراوانویه
کاراوانویه (به لاتین: Karavannoye) یک منطقهٔ مسکونی در روسیه است که در استان آستراخان واقع شده‌است.